# Parasipyloidea scalprifera
Parasipyloidea scalprifera är en insektsart som först beskrevs av Günther 1935.  Parasipyloidea scalprifera ingår i släktet Parasipyloidea och familjen Diapheromeridae. Inga underarter finns listade i Catalogue of Life.